# Lait de chèvre
Le lait de chèvre est le lait que produit la femelle de la Chèvre domestique (Capra hircus hircus) et qui est généralement consommé par les chevreaux. Moins utilisé en alimentation humaine que le lait de vache, il est notamment employé pour la fabrication de fromage de chèvre,.

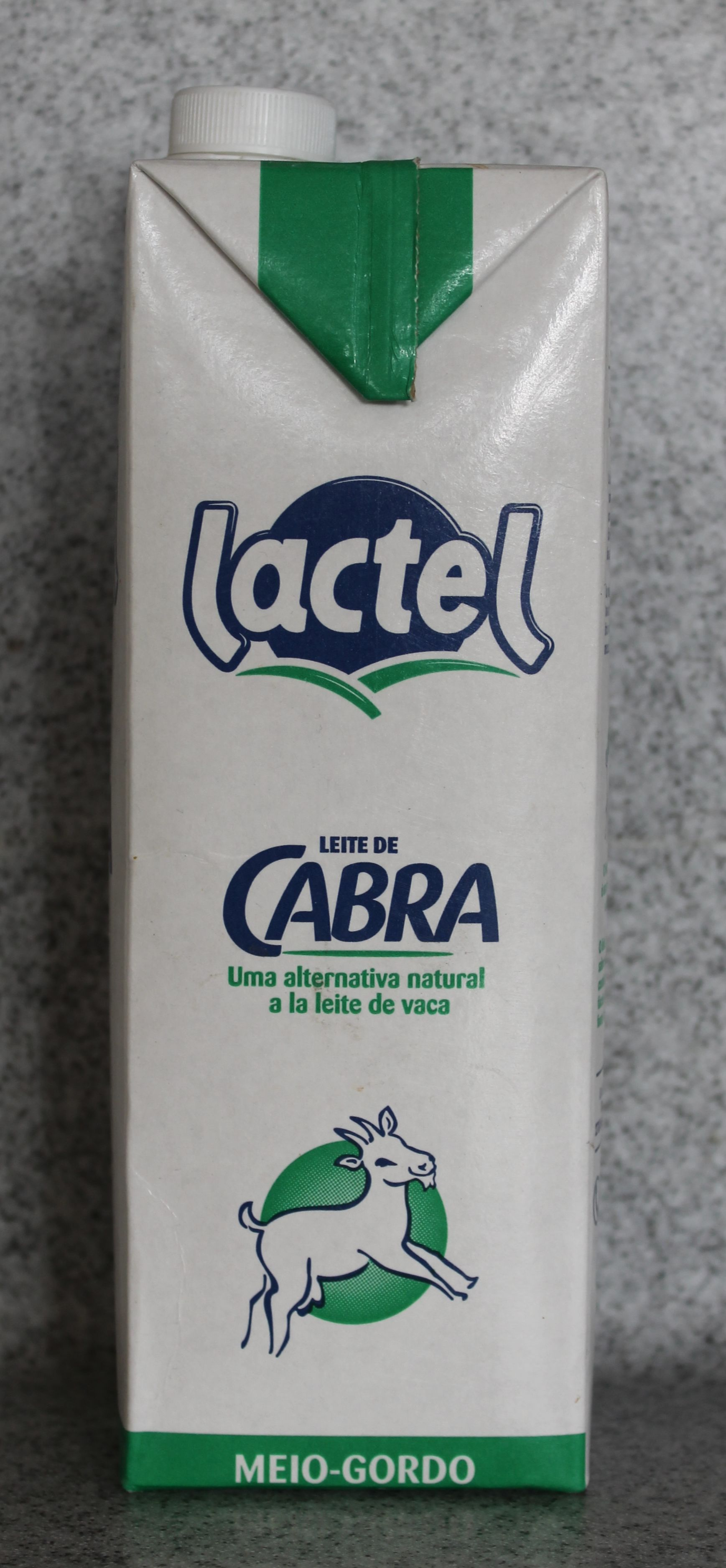
Brique de lait (sv) de chèvre dans un emballage étiqueté en galicien et de la marque Lactel.
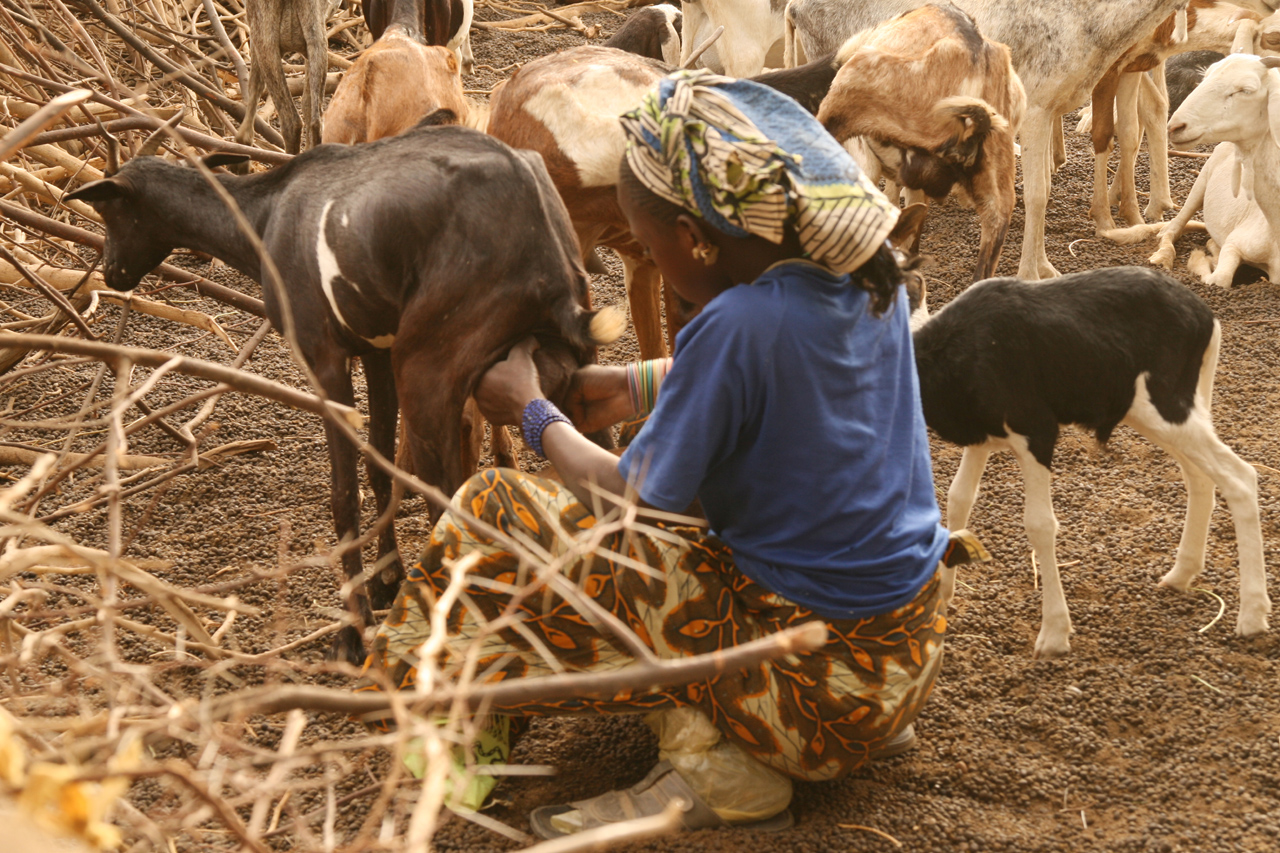
Traite à la main dans un village peul de Dagana, au Sénégal.
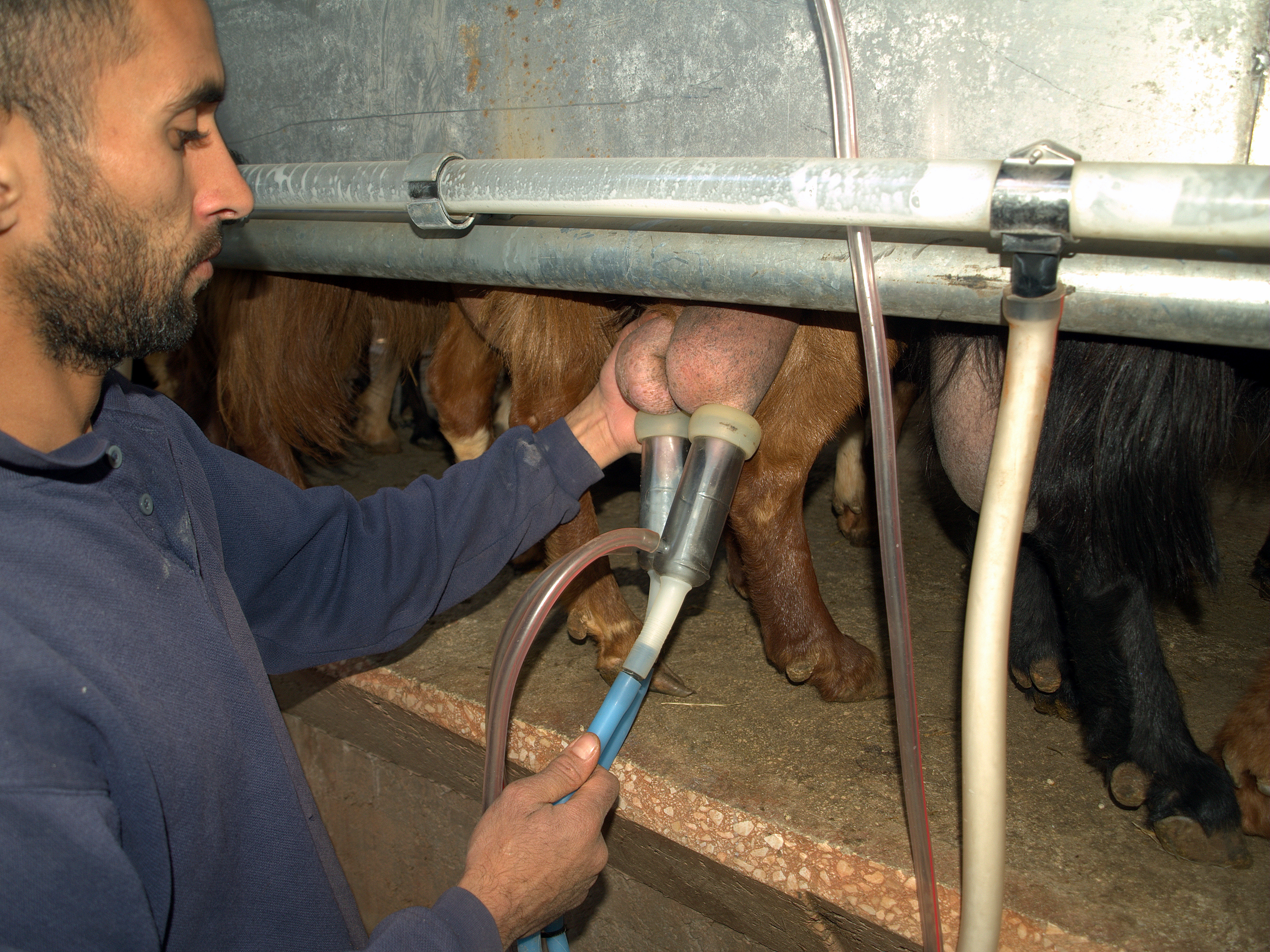
Traite mécanique avec une machine à traire et située à Rosh Pina, en Israël.
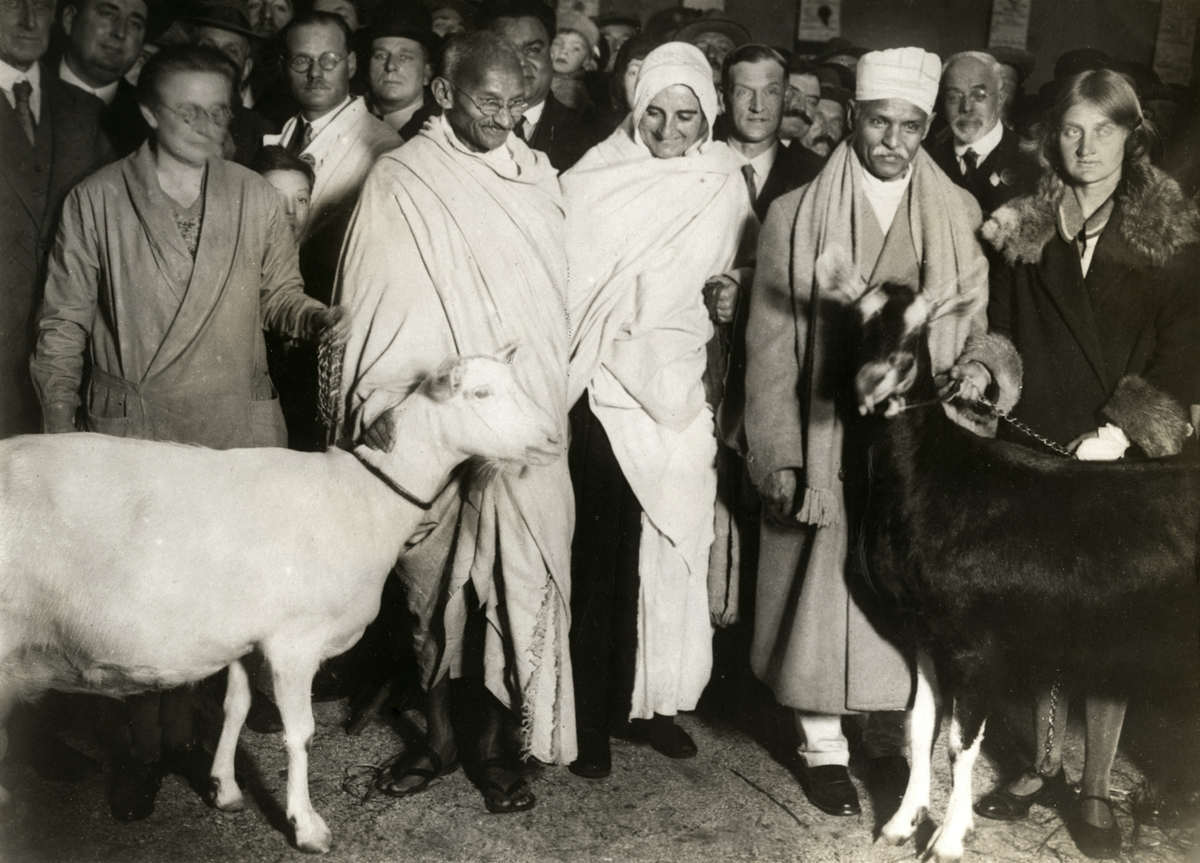
Gandhi à Marseille en 1931 avec ses deux chèvres qui lui fournissent sa ration journalière de lait.